# Novoonîkieve, Mala Vîska
Novoonîkieve (în ucraineană Новооникієве) este un sat în comuna Onîkieve din raionul Mala Vîska, regiunea Kirovohrad, Ucraina.

## Demografie
Componența lingvistică a localității Novoonîkieve
     Ucraineană (92,73%)
     Rusă (7,27%)
Conform recensământului din 2001, majoritatea populației localității Novoonîkieve era vorbitoare de ucraineană (92,73%), existând în minoritate și vorbitori de rusă (7,27%).